# Palmarès del Ferencvárosi Torna Club
Il Ferencvárosi Torna Club è la sezione calcistica della polisportiva Ferencvárosi Torna Club. Milita in massima serie ed è la più titolata d'Ungheria, potendo vantare, a livello nazionale, la vittoria di 36 campionati, 23 coppe e 6 supercoppe. Nel luglio del 2006 il club è stato retrocesso in seconda serie per continui problemi finanziari e, nonostante abbia successivamente contestato questa decisione vincendo una causa contro l'MLSZ (Magyar Labdarúgó Szövetség), la federcalcio magiara, ha dovuto attendere tre stagioni prima di festeggiare il ritorno in massima serie.
A livello internazionale è stato l'unico club ungherese ad aver vinto un trofeo europeo maggiore, conquistando la Coppa delle Fiere nel 1964-1965 battendo 1-0 la Juventus in una gara secca a Torino. In questo torneo arrivò all'ultimo atto anche nel 1967-1968, mentre nel 1974-1975 raggiunse la finale di Coppa delle Coppe, dove fu sconfitto dalla Dinamo Kiev.

## Competizioni nazionali
- Campionato ungherese: 36  (record)

1903, 1905, 1906-1907, 1908-1909, 1909-1910, 1910-1911, 1911-1912, 1912-1913, 1925-1926, 1926-1927, 1927-1928, 1931-1932, 1933-1934, 1937-1938, 1939-1940, 1940-1941, 1948-1949, 1962-1963, 1964, 1967, 1968, 1975-1976, 1980-1981, 1991-1992, 1994-1995, 1995-1996, 2000-2001, 2003-2004, 2015-2016, 2018-2019, 2019-2020, 2020-2021, 2021-2022, 2022-2023, 2023-2024, 2024-2025
- Coppa d'Ungheria: 24  (record)

1912-1913, 1921-1922, 1926-1927, 1927-1928, 1932-1933, 1934-1935, 1941-1942, 1942-1943, 1943-1944, 1957-1958, 1971-1972, 1973-1974, 1975-1976, 1977-1978, 1990-1991, 1992-1993, 1993-1994, 1994-1995, 2002-2003, 2003-2004, 2014-2015, 2015-2016, 2016-2017, 2021-2022
- Supercoppa d'Ungheria: 6  (record)

1993, 1994, 1995, 2004, 2015, 2016
- Nemzeti Bajnokság II: 1

2008-2009
- Coppa di lega ungherese: 2

2012-2013, 2014-2015

## Competizioni internazionali
- Coppa delle Fiere: 1

1964-1965
- Coppa dell' Europa Centrale: 2

1928, 1937
- Challenge-Cup: 1

1909
- Coppa Piano Karl Rappan: 1

1978

## Altri piazzamenti
- Campionato ungherese:

Secondo posto: 1902, 1904, 1907-1908, 1913-1914, 1917-1918, 1918-1919, 1921-1922, 1923-1924, 1924-1925, 1928-1929, 1929-1930, 1934-1935, 1936-1937, 1938-1939, 1943-1944, 1945, 1949-1950, 1959-1960, 1965, 1966, 1970, 1970-1971, 1972-1973, 1973-1974, 1978-1979, 1981-1982, 1982-1983, 1988-1989, 1990-1991, 1997-1998, 1998-1999, 2001-2002, 2002-2003, 2004-2005, 2014-2015, 2017-2018
Terzo posto: 1901, 1919-1920, 1920-1921, 1922-1923, 1930-1931, 1932-1933, 1935-1936, 1942-1943, 1947-1948, 1954, 1955, 1957-1958, 1961-1962, 1963, 1969, 1974-1975, 1976-1977, 1989-1990, 1992-1993, 1996-1997, 2010-2011, 2013-2014
- Coppa d'Ungheria:

Finalista: 1911-1912, 1930-1931, 1931-1932, 1965-1966, (girone finale), 1978-1979, 1985-1986, 1988-1989, 1994-1995, 2004-2005, 2023-2024, 2024-2025
Semifinalista: 1909-1910, 1910-1911, 1964
- Supercoppa d'Ungheria:

Finalista: 1992, 2003
- Coppa di Lega ungherese:

Semifinalista: 2013-2014
- Campionato NB II:

Secondo posto: 2006-2007
Terzo posto: 2007-2008
- Coppa delle Coppe:

Finalista: 1974-1975
- Coppa delle Fiere:

Finalista: 1967-1968
Semifinalista: 1962-1963
- Coppa dell'Europa Centrale / Coppa Mitropa:

Finalista: 1935, 1938, 1939, 1940
Semifinalista: 1930, 1934, 1988-1989
- Challenge-Cup:

Finalista: 1911